# Trentinara

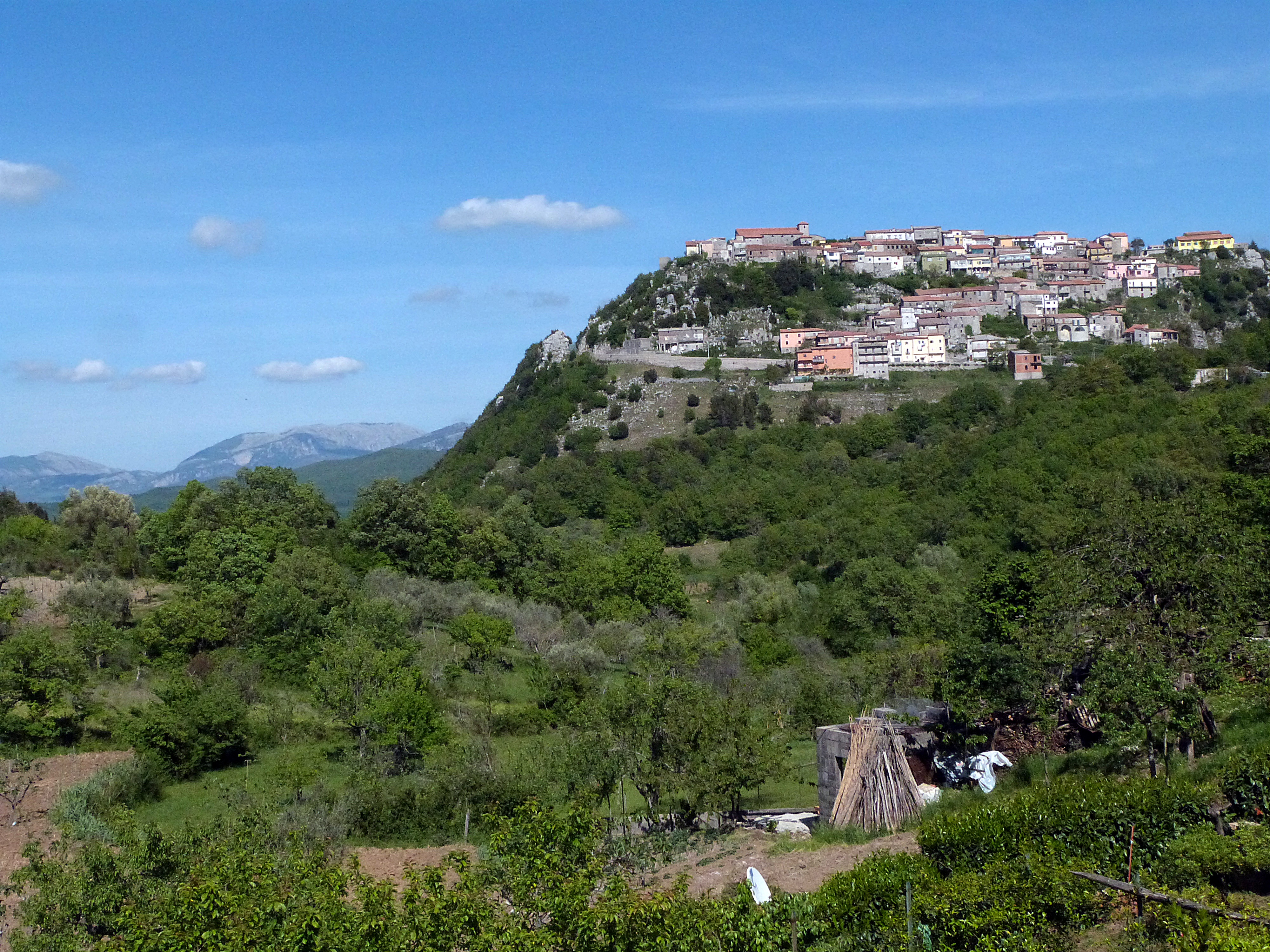
Trentinara

Trentinara ist ein kleines Bergdorf, das zu der Provinz Salerno gehört. Im Jahr 2001 wurden 1769 Einwohner gezählt.
Ursprünglich wurde das Dorf von 30 Menschen gegründet, darum auch der Name (dreißig auf itl. trenta).

## Geografie
Der Ort gehört zum Nationalpark Cilento und Vallo di Diano und ist Teil der Comunità Montana del Calore Salernitano. Er wird umschlossen von den Gemeinden Capaccio, Cicerale, Giungano, Monteforte Cilento und Roccadaspide.